# 德里賓區
德里賓區是白俄羅斯東部莫吉廖夫州的一個區，行政中心为德里宾，面積766.53平方公里，2009年人口12,253，人口密度每平方公里15.99人。